# Södra Kränge
Södra Kränge var före 2015 en av SCB avgränsad och namnsatt småort i södra delen av orten Kränge i Linköpings kommun. Vid 2015 års avgränsning klassades den som en del av tätorten Kränge.
| Befolkningsutvecklingen i Södra Kränge 1995–2010   | Befolkningsutvecklingen i Södra Kränge 1995–2010 | Befolkningsutvecklingen i Södra Kränge 1995–2010 | Befolkningsutvecklingen i Södra Kränge 1995–2010 | Befolkningsutvecklingen i Södra Kränge 1995–2010 |
| -------------------------------------------------- | ------------------------------------------------ | ------------------------------------------------ | ------------------------------------------------ | ------------------------------------------------ |
|                                                    |                                                  |                                                  |                                                  |                                                  |
| År                                                 |                                                  |                                                  | Folkmängd                                        | Areal (ha)                                       |
| 1995                                               | 1995                                             |                                                  | 63                                               | 12#                                              |
| 2000                                               | 2000                                             |                                                  | 92                                               | 16#                                              |
| 2005                                               | 2005                                             |                                                  | 103                                              | 16#                                              |
| 2010                                               | 2010                                             |                                                  | 140                                              | 18#                                              |
| Anm.: uppgick i tätorten Kränge 2015 # Som småort. |                                                  |                                                  |                                                  |                                                  |